# العلاقات النيجرية اليمنية
العلاقات النيجرية اليمنية هي العلاقات الثنائية التي تجمع بين النيجر واليمن.

## مقارنة بين البلدين
هذه مقارنة عامة ومرجعية للدولتين:
| وجه المقارنة                                              | النيجر          | اليمن                   |
| --------------------------------------------------------- | --------------- | ----------------------- |
| المساحة (كم2)                                             | 1.27 مليون      | 555.00 ألف              |
| عدد السكان (نسمة)                                         | 21.48 مليون     | 28.25 مليون             |
| الكثافة السكانية (ن./كم²)                                 | 16.91           | 50.9                    |
| العاصمة                                                   | نيامي           | صنعاء عدن (عاصمة مؤقتة) |
| اللغة الرسمية                                             | لغة فرنسية      | اللغة العربية           |
| العملة                                                    | فرنك غرب أفريقي | ريال يمني               |
| الناتج المحلي الإجمالي (بليون دولار)                      | 8.12 مليار      | 18.21 مليار             |
| الناتج المحلي الإجمالي (تعادل القوة الشرائية) بليون دولار | 19.01 مليار     | 75.69 مليار             |
| الناتج المحلي الإجمالي الاسمي للفرد دولار أمريكي          | 358             | 1.41 ألف                |
| الناتج المحلي الإجمالي للفرد دولار أمريكي                 | 938             |                         |
| مؤشر التنمية البشرية                                      | 0.348           | 0.498                   |
| رمز المكالمات الدولي                                      | +227            | +967                    |
| رمز الإنترنت                                              | .ne             | .ye                     |
| المنطقة الزمنية                                           | ت ع م+01:00     | ت ع م+03:00             |

## منظمات دولية مشتركة
يشترك البلدان في عضوية مجموعة من المنظمات الدولية، منها:
| علم المنظمة | اسم المنظمة                               | تاريخ انضمام النيجر | تاريخ انضمام اليمن |
| ----------- | ----------------------------------------- | ------------------- | ------------------ |
|             | يونسكو                                    | 10 نوفمبر 1960      | 2 أبريل 1962       |
|             | مؤسسة التمويل الدولية                     | 7 يناير 1980        | 22 مايو 1970       |
|             | المركز الدولي لتسوية المنازعات الاستشارية | 14 ديسمبر 1966      | 20 نوفمبر 2004     |
|             | منظمة التعاون الإسلامي                    | ?                   | ?                  |
|             | منظمة حظر الأسلحة الكيميائية              | ?                   | ?                  |
|             | مؤسسة التنمية الدولية                     | 24 أبريل 1963       | 22 مايو 1970       |
|             | وكالة ضمان الاستثمار متعدد الأطراف        | 10 مايو 2012        | 12 مارس 1996       |
|             | الاتحاد البريدي العالمي                   | ?                   | ?                  |
|             | الاتحاد الدولي للاتصالات                  | 14 نوفمبر 1960      | 1931               |
|             | منظمة الشرطة الجنائية الدولية             | ?                   | ?                  |
|             | الأمم المتحدة                             | 20 سبتمبر 1960      | 30 سبتمبر 1947     |
|             | البنك الدولي للإنشاء والتعمير             | 24 أبريل 1963       | 3 أكتوبر 1969      |